# 沈時敍
沈時敘（1548年—？年），字公納，河南省開封府祥符縣人，醫籍，七月初六日生，行一，治《詩經》，明朝政治人物。

## 生平
由國子生中式隆庆四年（1570年）庚午科河南鄉試第三十名舉人，年三十歲中式萬曆五年（1577年）丁丑科會試第二百四十五名，第三甲第二百二十九名進士。授山西曲沃縣知縣，十一年八月考选浙江道御史。

## 家族
曾祖沈震，祖沈相，父沈兆蕃，母李氏；繼母呂氏。慈侍下。弟沈時保。